# Neaveia
Neaveia là một chi bướm ngày thuộc họ Lycaenidae.